# .gb
.gb — национальный домен верхнего уровня для Великобритании.
Первоначально выделенный в соответствии с буквенным кодом Великобритании (по ISO 3166-1), был впоследствии заменён на .uk.
Регистрация новых доменов невозможна.